# Land- und Stadtgericht Osterode

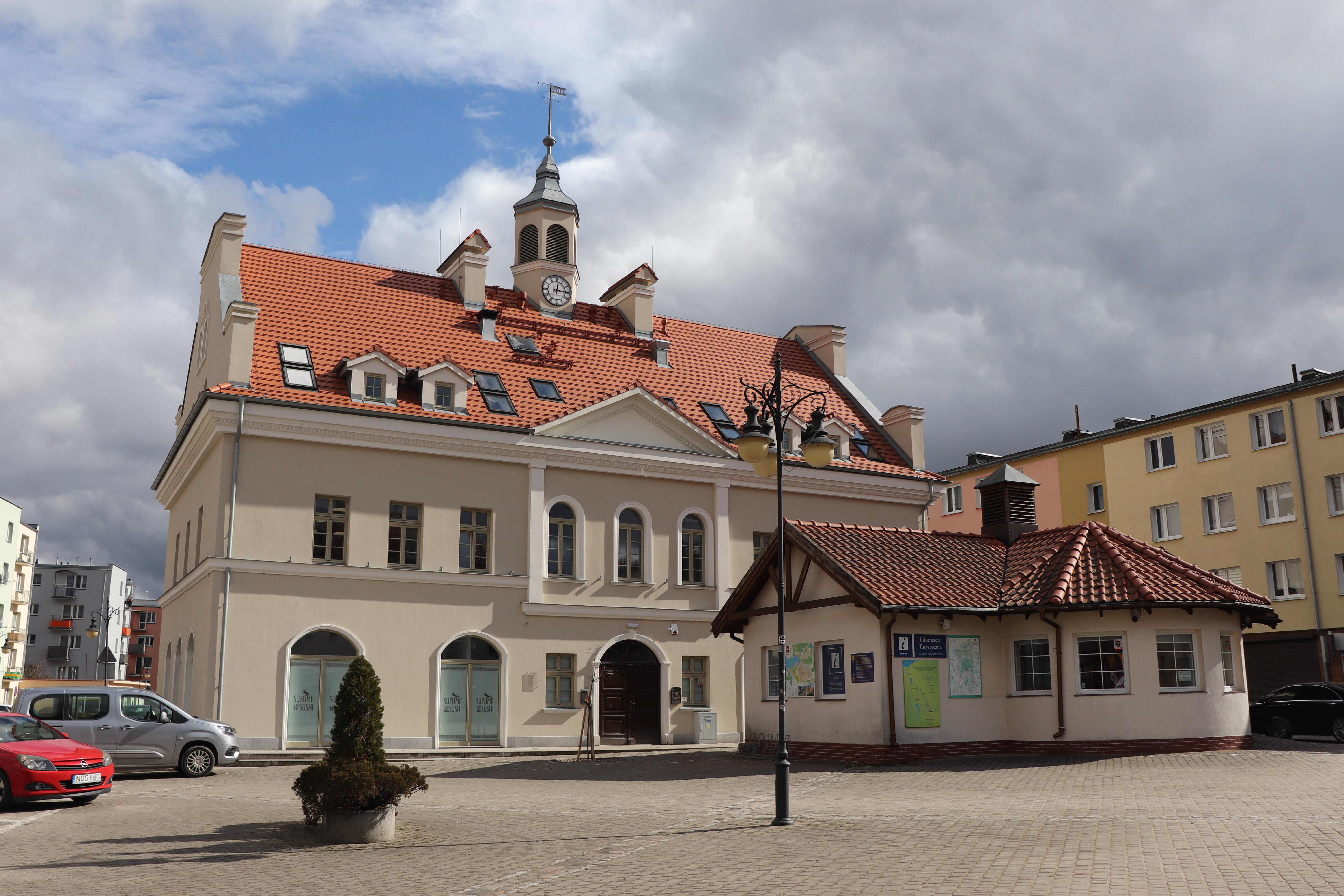
Damaliges Rathaus, Sitz des Gerichtes

Das Land- und Stadtgericht Osterode war von 1827 bis 1849 ein preußisches Land- und Stadtgericht mit Sitz in Osterode.

## Geschichte
Das Land- und Stadtgericht Osterode wurde 1827 aus dem Stadtgericht Osterode, dem Justizamt Osterode und dem Justizamt Liebemühl gebildet. Es war ein Gericht 2. Klasse im Sprengel des Oberlandesgerichts Königsberg.
1837 umfasste der Gerichtsbezirk die Stadt Osterode mit 2372 Gerichtseingesessenen, der Stadt Liebemühl mit 1205 Gerichtseingesessenen, und 71 Ortschaften mit 9210 Gerichtseingesessenen (zusammen also 12.787 Gerichtseingesessene). Am Gericht waren ein Stadt- und Landrichter, ein Assessor und fünf weitere Mitarbeiter beschäftigt. Das Gericht war im Rathaus der Stadt Osterode untergebracht.
Nach der Märzrevolution wurden 1849 einheitlich Kreisgerichte gebildet. In Osterode entstand das Kreisgericht Osterode.